# Баранувка (Малопольское воеводство)
Барану́вка (пол. Baranówka) — село в Польше в сельской гмине Коцмыжув-Любожица Краковского повета Малопольского воеводства.

## География
Село располагается в 12 км от административного центра воеводства города Краков.

## История
Село образовалось во второй половине XIX века отделением от села Любожица. Первоначально оно называлось Баранувка-Любожицка. В 1973 году Баранувка вошла в гмину Коцмыжув-Любожицка.
В 1975—1998 годах село входило в состав Краковского воеводства.

## Население
По состоянию на 2013 год в селе проживало 937 человек.
| 2010 | 2013 |
| ---- | ---- |
| 750  | 937  |

Данные переписи 2013 года:
| Перепись  | Всего   | Всего | Женщины | Женщины | Мужчины | Мужчины |
| --------- | ------- | ----- | ------- | ------- | ------- | ------- |
| Единицы   | человек | %     | человек | %       | человек | %       |
| Население | 937     | 100   | 465     |         | 472     |         |

## Достопримечательности
- Усадьба в Баранувке — памятник культуры Малопольского воеводства (№ А-589[4]).
- Статуя Пресвятой Девы Марии, датируемая 1864 годом.

## Транспорт
В селе остановочный пункт на железнодорожной линии Кельце — Краков.